# Krasnopolje (Kaliningrad, Gurjewsk)
Krasnopolje (russisch Краснополье, deutsch Regitten und Sperlings) ist ein Ort in der russischen Oblast Kaliningrad. Er gehört zur kommunalen Selbstverwaltungseinheit Stadtkreis Gurjewsk im Rajon Gurjewsk.

## Geographische Lage
Krasnopolje liegt nordöstlich der Oblasthauptstadt Kaliningrad (Königsberg) an der Kommunalstraße 27K-120 von Pridoroschnoje (Kirschappen) nach Matrossowo (Uggehnen). Bahnstation war bis 1945 Pirogowo (Sudnicken) an der Bahnstrecke Prawten–Schaaksvitte (russisch: Lomonossowo–Kaschirskoje) der Königsberger Kleinbahn, die nicht mehr in Betrieb ist.

## Geschichte
Regitten und Sperlings waren zwei benachbarte Gutsdörfer in Ostpreußen. Regitten wurde im Jahr 1405 gegründet und das zunächst als Sperlingshof bezeichnete Sperlings vor 1540. Im Jahr 1874 wurden beide Orte in den neu errichteten Amtsbezirk Powarben (russisch heute Stepnoje) im Landkreis Königsberg (Preußen) eingegliedert. Im Jahre 1910 zählten Regitten und Sperlings 94 bzw. 132 Einwohner.
Am 30. September 1928 wurden die bisherigen Gutsbezirke Kommau (heute verlassen), Regitten und Sperlings zur Landgemeinde Sperlings zusammengefasst. Im Jahr 1930 gelangte die Landgemeinde in den Amtsbezirk Sudnicken (russisch heute Pirogowo). Deren Einwohnerzahl stieg bis 1933 auf 453 und betrug 1939 noch 426.
Im Jahr 1945 kamen Regitten und Sperlings als Orte im nördlichen Ostpreußen zur Sowjetunion. Im Jahr 1947 erhielten die beiden Orte die russischen Bezeichnungen Krasnopolje bzw. Petrowka. Beide Orte wurden dem Dorfsowjet Kaschirski selski Sowet im Rajon Gurjewsk zugeordnet. Im Jahr 1954 gelangten beide Orte in den Marschalski selski Sowet. Vor 1975 wurde Petrowka an Krasnopolje angeschlossen. Von 2008 bis 2013 gehörte Krasnopolje zur Landgemeinde Chrabrowskoje selskoje posselenije und seither zum Stadtkreis Gurjewsk.

## Kirche
Regitten und Sperlings waren vor 1945 aufgrund ihrer mehrheitlich evangelischen Bevölkerung in das Kirchspiel Schaaken mit Pfarrsitz in Kirche Schaaken (russisch: Schemtschuschnoje) eingepfarrt. Es gehörte zum Kirchenkreis Königsberg-Land II in der Kirchenprovinz Ostpreußen der Kirche der Altpreußischen Union. Die letzten beiden deutschen Geistlichen waren die Pfarrer Ernst Glaubitt und Walter Dignath.
Heute liegt Krasnopolje im Einzugsbereich der in den 1990er Jahren neu entstandenen evangelisch-lutherischen Gemeinde in Marschalskoje (Gallgarben). Sie ist eine Filialgemeinde der Auferstehungskirche in Kaliningrad (Königsberg), die ihrerseits die Hauptkirche der Propstei Kaliningrad in der Evangelisch-lutherischen Kirche Europäisches Russland (ELKER) ist.

## Söhne und Töchter des Ortes
- Wilhelm Strüvy (* 14. März 1886 in Sperlings; † 1962), deutscher Offizier, Landwirt und Agrarpolitiker